# Lai Xiaomin
Lai Xiaomin en chino simplificado, 赖小民; en chino tradicional, 賴小民; pinyin, Li Xiaomin;  (Ruijin, 21 de julio de 1962-Tianjin, 29 de enero de 2021) fue un ejecutivo de negocios chino y economista senior que trabajó como secretario del partido y presidente del directorio de China Huarong Asset Management desde septiembre de 2012 hasta abril de 2018. Fue investigado por corrupción el 17 de abril de 2018. El 5 de enero de 2021, Lai fue condenado a muerte sin indulto por soborno, malversación de fondos y bigamia. También se incautaron sus bienes privados. La sentencia se ejecutó el 29 de enero de 2021.
Asumió varios puestos en el Banco Popular de China, incluido el de Director Adjunto y Director del Departamento de Financiamiento Central del Departamento de Planificación de Capital del Banco Popular de China, Director de la Segunda División del Banco, Director Adjunto del Departamento de Gestión de Crédito, y Subdirector de la Segunda División de Supervisión Bancaria. Fue delegado del XII Congreso Nacional del Pueblo. Sus posiciones antes de su caída incluyeron; Subdirector del Departamento de Supervisión Bancaria de la Comisión Reguladora Bancaria de China, Jefe del Equipo Preparatorio de la Oficina de Supervisión de Beijing, Secretario de la Oficina Reguladora Bancaria de Beijing, Secretario del Comité del Partido, Director de la Oficina General de la Comisión Reguladora Bancaria de China y Director de la Oficina del Comité del Partido y Portavoz Principal.

## Biografía
Lai nació en una familia de agricultores muy pobresen Ruijin, Jiangxi en julio de 1962. [9] Era el menor de los cinco hermanos. En 1979, ocupó el primer lugar en el condado para el examen Gaokao. Más tarde, fue educado en la Universidad de Finanzas y Economía de Jiangxi, con especialización en administración económica, [9] donde se graduó en 1983 y obtuvo una licenciatura. in Ruijin, Jiangxi in July 1962.
A partir de julio de 1987, ocupó varios puestos en el Banco Popular de China, incluido el de subdirector de división, director de división y subdirector de departamento. En abril de 2003, fue transferido a la Comisión Reguladora Bancaria de China (CBRC), donde trabajó hasta diciembre de 2005. Fue ascendido a secretario adjunto del partido y presidente de China Huarong Asset Management en enero de 2009. En septiembre de 2012 fue ascendido nuevamente para convertirse en su secretario del partido y presidente de la junta, el máximo cargo político de la empresa.
Lai era miembro del Partido Comunista Chino (PCCh), secretario del Partido del Comité del PCCh de China Huarong Asset Management. Como secretario del Partido, enfatizó en 2015 que durante el funcionamiento de China Huarong Asset Management, el Comité del PCCh debe desempeñar un papel central y los miembros del partido deben desempeñar un papel ejemplar.

## Escándalo de corrupción y muerte
El 17 de abril de 2018, Lai fue investigada por presuntas "violaciones graves de la disciplina y las leyes" por parte de la Comisión Central de Inspección Disciplinaria (CCDI), el órgano disciplinario interno del partido, y la Comisión Nacional de Supervisión, la máxima agencia anticorrupción de China. Fue expulsado del Partido Comunista y destituido de su cargo el 15 de octubre de 2018.
En enero de 2020, Lai confesó en un documental de la televisión estatal que había escondido más de 200 millones de yuanes en los armarios de su apartamento. Según los informes, Lai tenía cajas fuertes y armarios llenos de dinero en efectivo dentro de un piso de Beijing al que apodó "el supermercado". También se dijo que tenía lingotes de oro y automóviles de lujo, una cuenta bancaria a nombre de su madre con cientos de millones de yuanes y más de 100 amantes a las que les dio propiedades desarrolladas por una subsidiaria inmobiliaria de Huarong. A pesar de esto, Lai señaló que "no gastó ni un centavo".
El 11 de agosto de 2020, el Segundo Tribunal Popular Intermedio de Tianjin escuchó su caso en público. Se declaró culpable de aceptar 1,79 mil millones de yuanes (US $ 257,7 millones) en sobornos y de estar involucrado en otros actos de corrupción y bigamia durante un período de 10 años. El tribunal confiscó todos los bienes personales de Lai, incluidos bienes lujosos como propiedades, relojes de lujo y autos de exhibición. El 5 de enero de 2021, Lai Xiaomin fue condenado a muerte por recibir sobornos y cometer bigamia. Fue ejecutado el 29 de enero de 2021.